# Pietro Cataldi
Pour les articles homonymes, voir Cataldi.
Pietro Antonio Cataldi (né le 15 avril 1548 à Bologne et mort dans la même ville le 11 février 1626) est un mathématicien italien.

## Éléments biographiques
Citoyen de Bologne, Pietro Cataldi enseigne les mathématiques et l'astronomie, et travaille sur des problèmes de nature militaire. Ses travaux comprennent également le développement des fractions continues et une méthode pour les représenter. Il fait partie des mathématiciens qui tentent de démontrer le cinquième postulat d'Euclide. Cataldi découvre les sixième et septième nombres premiers de Mersenne. Il conserve le record du plus grand nombre premier pendant presque deux siècles, jusqu'à ce que Leonhard Euler découvre que 231 - 1 est le huitième nombre premier de Mersenne. En exhibant le sixième nombre parfait (8 589 869 056), il bat en brèche la conjecture de Nicomaque selon laquelle la suite des nombres parfaits aurait pour chiffres des unités une alternance de 6 et de 8.

## Œuvres

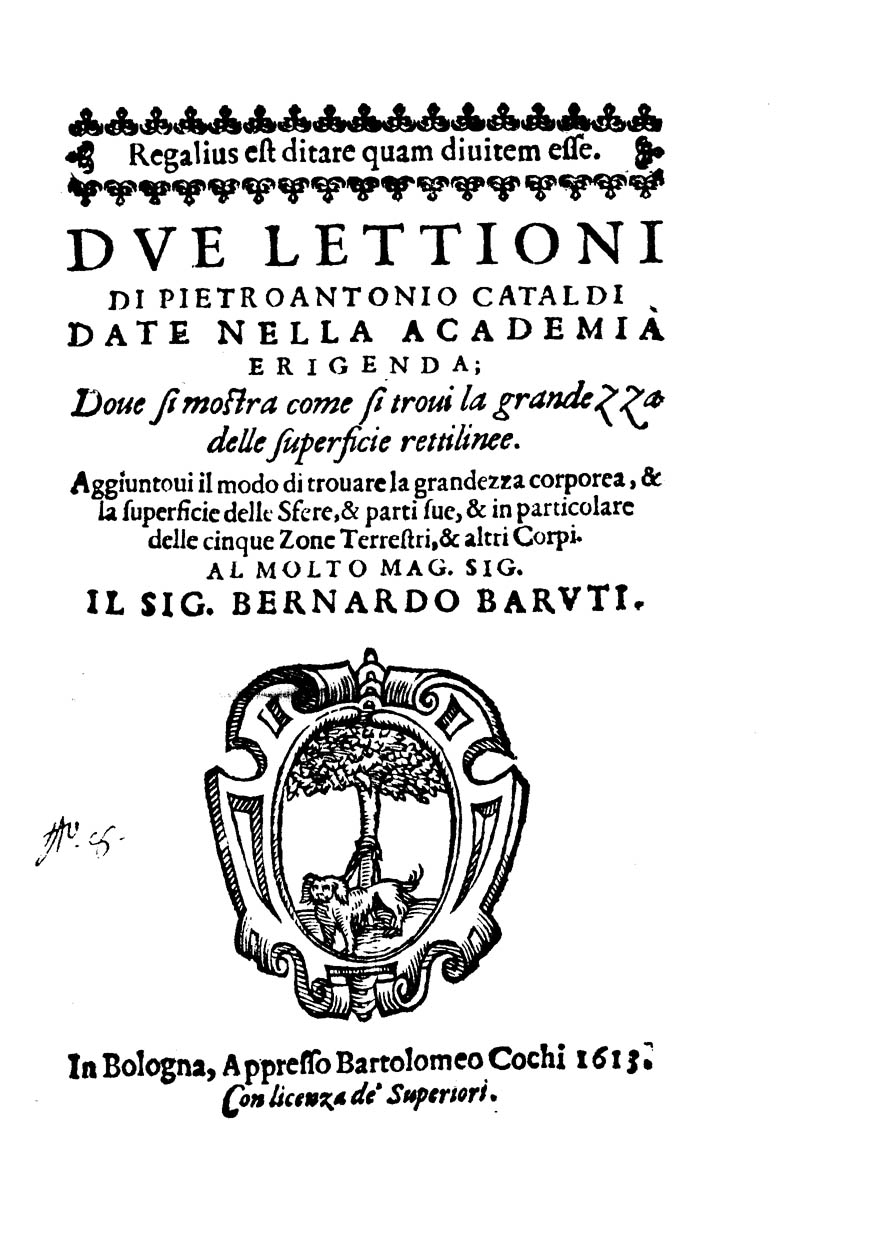
Due lettioni, 1613

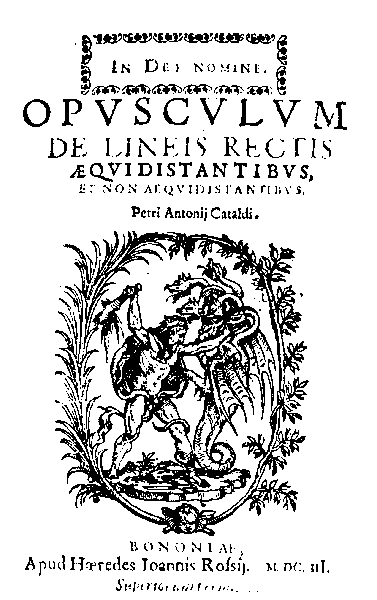
Opusculum (1603)

On lui doit des ouvrages sur l'arithmétique, la théorie des nombres et l'algèbre, parmi lesquels :
- Elementa practica numerorum arithmeticorum, algebram proportionalem, de numeris perfecitis, de numerorum radice quadra… 1603[3] dans lequel il expose les zététiques de François Viète

- Transformatione geometrica (1611) ;
- Trattato del modo brevissimo di trovare la radice quadra delli numeri et regole da approssimarsi di continuo al vero nelle radici de' numeri non quadrati, con le cause & invenzioni loro (1613) ;
- Practica aritmetica (1617) ;
- Operetta di ordinanze quadre (1618).

ainsi qu'une édition commentée des :
- Éléments d’Euclide.

On retrouve dans ses ouvrages, comme dans ceux de Johannes Geysius et de Giovanni Camillo Glorioso, des idées développées par Alexander Anderson dans Alexandri Andersoni Exercitationum Mathematicarum Decas Prima,  in-quarto publié à Paris en 1619, sur la façon de noter les puissances de l'inconnue et marquant une avancée dans l'écriture de l'algèbre nouvelle.
Cataldi découvrit notamment plusieurs nombres premiers en utilisant les nombres de Mersenne.